# IC 1442
IC 1442 је расијано звјездано јато у сазвјежђу Гуштер које се налази на листи објеката дубоког неба у Индекс каталогу.
Деклинација објекта је + 53° 59' 30" а ректасцензија 22h 16m 6,0s. Привидна величина (магнитуда) објекта IC 1442 износи 9,1. IC 1442 је још познат и под ознакама OCL 224.